# Богданівка (Михайло-Лукашівська сільська громада)
Богдані́вка — село в Україні, Запорізькому районі Запорізької області. Входить до складу Михайло-Лукашівської сільської громади.
Площа села — 41,4 га. Кількість дворів — 35, кількість населення на 1 січня 2007 року — 88 осіб.

## Географія
Село Богданівка розташоване на відстані 1 км від сіл Вівчарне і Привільне. По селу протікає пересихає струмок з загати.
Село розташоване за 23 км від районного центру, за 47 км від обласного центра.
Найближча залізнична станція — Новогупалівка — знаходиться за 11 км від села.

## Історія
7 (20) листопада 1917 року, відповідно до Третього Універсалу Української Центральної Ради, увійшло до складу Української Народної Республіки.
Внаслідок поразки Перших визвольних змагань село надовго окуповане більшовицькими загарбниками.
В 1932-1933 роках селяни пережили сталінський геноцид.
Від 24 серпня 1991 року село входить до складу незалежної України.
До 2020 року орган місцевого самоврядування — Привільненська сільська рада.
12 червня 2020 року, відповідно до розпорядження Кабінету Міністрів України № 713-р «Про визначення адміністративних центрів та затвердження територій територіальних громад Запорізької області», село увійшло до складу Михайло-Лукашівської сільської громади.
19 липня 2020 року, в результаті адміністративно-територіальної реформи та ліквідації Вільнянського району, село увійшло до складу новоутвореного Запорізького району.